# 尤圖爾斯特勞門冰川
71°35′S 00°30′W / 71.583°S 0.500°W
尤圖爾斯特勞門冰川（挪威語：Jutulstraumen）是南極洲的冰川，位於東部南極洲的毛德皇后地，長220公里、寬15至30公里，最終注入芬布爾冰架，該冰川由挪威的製圖師繪入地圖。